# باربارا آن برنن
باربارا آن برنن (۱۹ فوریه ۱۹۳۹) فیزیک‌دان، انرژی درمانگر، معلم و نویسنده آمریکایی است. وی در سال ۲۰۱۱ به عنوان نود و چهارمین انسان تأثیرگذار معنوی جهان در لیست واتکینز معرفی شد. وفات ایشان مصادف است با سوم اکتبر 2022

## تحصیلات و آغاز کار
برنن پس از طی کردن دوره کارشناسی ارشد در رشته فیزیک جوی از دانشگاه ویسکانسین، در مقام محقق در سازمان ناسا و مرکز فضایی گدارد به فعالیت پرداخت. او از سال ۱۹۷۰ شرکت در کلاس‌هایی مرتبط با «حوزه انرژی انسان» را آغاز کرد. باربارا علاوه بر کار در مراکز درمانی مختلف، به مدت ۱۵ سال در مطب شخصی خود به شفاگری پرداخت. وی سال ۲۰۰۱ مدرک دکترای فلسفه از دانشگاه گرینویچ استرالیا و دکترای الهیات از دانشگاه هلس دریافت کرد.
برنن سال ۱۹۸۲ «مرکز آموزش شفاگری باربارا برنن» را در فلوریدا افتتاح کرد تا مهارت‌ها و تکنیک‌هایی که طی این سال‌ها آموخته بود را به دیگران آموزش دهد. سال ۱۹۸۶ تصمیم گرفت برای گسترش برنامه‌های آموزشی، مطب شخصی خود را تعطیل کند با آنکه تا یک سال نوبت‌های رزروشده داشت و این تصمیم بسیار سختی برایش بود. مرکز آموزشی باربارا برنن یک دورهٔ ۴ ساله برای دریافت گواهینامه شفاگری حرفه‌ای است. سال ۲۰۰۳ برنن شعبه ای از این مرکز در اروپا و سال ۲۰۰۷ نیز شعبه ای در ژاپن افتتاح کرد.

## تغییر مسیر شغلی
باربارا چند عامل را در تغییر حرفه اش از یک دانشمند محقق به انرژی درمانگر، مؤثر می‌داند : اوایل دهه ۱۹۷۰ طی یکی از درگیری‌های نژادی در واشینگتن از پنجرهٔ بالای ساختمانی، مردم داخل خیابان را تماشا می‌کردم که به داخل مغازه‌ها هجوم می‌بردند، همه چیز را می‌شکستند و شهر را به آتش می‌کشیدند. این برای من نقطهٔ عطفی بود. من به حقوق بشر و مشکلات انسان‌ها علاقه‌مند شدم. پیش از این اتفاق، عمدتاً به علم علاقه داشتم. آن زمان بود که در حین کار در ناسا شروع کردم به شرکت در گروه‌های انسان دوستانه ای مانند فریاد درمانی و گشتالت درمانی. اتفاقاً در آن زمان بود که تجربیات کودکی ام را به یاد آوردم که قادر بودم انرژی اطراف چیزها را ببینم. عامل دیگری که من را به این سمت سوق داد تصادف ماشینی بود که داشتم. یکی از دوستانم پیشنهاد داد از درمان طب سوزنی استفاده کنم و این کار آغاز سفر من در درمان مکمل/جایگزین بود.

## زندگی شخصی
کودکی من دوران معمولی و ساده ای بود. من در مزرعه ای در ویسکانسین بزرگ شدم و از آنجایی که همبازی‌های زیادی نداشتم، اوقات بسیاری را به تنهایی می‌گذراندم. ساعت‌ها در جنگل با خود خلوت می‌کردم، در حالیکه کاملاً بی حرکت و در انتظار حیوانات کوچک بودم تا بسویم بیایند. در واقع وحدت و هماهنگی کامل با محیط را تمرین می‌کردم. در آن لحظات به وضعیتی گسترده از آگاهی وارد می‌شدم که طی آن قادر بودم موقعیت هر جانداری را بدون نگاه کردن به اطرافم تشخیص دهم. می‌توانستم جای آن‌ها را حس کنم. وقتی راهپیمایی با چشم بسته را در جنگل تمرین می‌کردم، مدتی قبل از اینکه دستم به درختی برخورد کند آن را احساس می‌کردم. دریافتم که درختان از آنچه می‌نمایند بزرگترند. درختان در اطراف خود میدان‌هایی از انرژی دارند و من آن میدان‌ها را حس می‌کردم. بعدها دیدن میدان انرژی درختان و حیوانات کوچک را آموختم. کشف کردم که هر چیزی پیرامون خود دارای حوزه انرژی است و این حوزه تا حدودی به نور شمع شباهت دارد. دریافتم که همه چیز به واسطه این حوزه‌های انرژی به هم متصل هستند و هیچ فضایی خالی از آن نیست.
این کشف هیجان انگیز از نظر من به اندازه ای طبیعی بود که بلوط خوردن سنجابی روی شاخه درخت. گمان کردم همه آن را می‌دانند، بنابراین به دست فراموشی اش سپردم. وقتی به سن نوجوانی رسیدم رفتن به جنگل را متوقف کردم. اینک به طرز کار هر چیز و ماهیت اشیا علاقه‌مند شده بودم. در رشته فیزیک جوی فوق لیسانس گرفتم. سپس به مدت ۵ سال در بخش هواشناسی ماهواره ای ناسا به تحقیقات پرداختم. بعدها تحت تعلیم قرار گرفتم و مشاور شدم. آموزش‌هایی که از سرگذراندم شامل دو سال آموزش مشاوره بیوانرژیک، یک سال ماساژدرمانی، دو سال آناتومی- فیزیولوژی، دو سال دوره تخصصی در زمینهٔ وضعیت‌های مختلف آگاهی در اوقات بیداری، بخصوص در روش‌های مربوط به وضعیت آرامش عمیق، یک سال هومیوپاتی، سه سال آموزش در مرکز انرژی درمانی کُر (قلب)، پنج سال در مرکز تربیت مددکاری پث ورک و چند سال مطالعه و بررسی روش‌های شفاگران متعدد در سرتاسر کشور بود. علاوه بر این به مدت پانزده سال در رابطه با افراد و حوزه انرژی آن‌ها به‌طور انفرادی یا گروهی کار می‌کردم. در طول این سال‌ها، در عین حال برای اندازه‌گیری میدان انرژی انسان آزمایش‌های گوناگونی انجام دادم. تنها پس از طی تمام این مراحل بود که احساس کردم برای اشتغال به کار شفاگری در نیویورک و آموزش شفاگری در کلاس‌ها و کارگاه‌ها قابلیت لازم را دارا هستم.
چند سالی از کارم در سمت مشاور می‌گذشت که رنگ‌هایی را دور سر افراد تشخیص دادم و این مرا به یاد تجربیات کودکی ام انداخت. آنگاه بود که دریافتم تجربیات لذت بخش دوران کودکی در نهایت مرا به سوی تشخیص و شفای بیماری‌های صعب العلاج هدایت کرد. تجربه جنگل به گسترش محدودهٔ حواس من کمک نمود و آموزش‌های دانشگاه به پرورش منطق ذهنی من. آموزش‌های مشاوره ای پس از آن چشم و دلم را بروی بشریت گشود و نهایتاً آموزش‌های معنوی، تجربیات غیرمعمول را در چشمم معتبر ساخت.
در ابتدا صرفاً قادر به دیدن حوزه‌های پست‌تر انرژی در اطراف اشیا بودم که حدود دو سانتیمتر بالاتر از پوست بدن قرار دارد. وقتی کارآزموده تر شدم، دیدم که حوزهٔ مذکور بسی فراتر از محدوده قبلی گسترده‌است ولی مشخصاً از جنسی لطیفتر با نوری رقیق‌تر. تشخیص هر لایه مستلزم آگاهی وسیع تر و حس برتر و هماهنگ تر است. از آنجایی که رشته اصلی من فیزیک بود، وقتی شروع به رؤیت پدیده انرژی اطراف افراد نمودم، تا حدودی دچار شک و تردید شدم. اما وقتی علی‌رغم بستن چشمانم یا برگرداندن رویم به سویی دیگر، باز هم این پدیده حضور داشت، تصمیم گرفتم دقیق تر آن را بررسی کنم. شروع به گردآوری مشاهداتم کردم. بیشتر این مشاهدات در طی پانزده سالی که سمت مشاوره داشتم رخ دادند. دریافتم که حوزه انرژی با تندرستی انسان ارتباطی تنگاتنگ دارد. یعنی اگر فردی بیمار باشد، جریان مغشوشی از انرژی یا توده ای راکد به رنگ تیره در هاله نمودار می‌گردد. بالعکس، انسان سالم دارای رنگ‌های درخشانی است. بیشتر بیماری‌ها در حوزهٔ انرژی آغاز می‌شوند و با گذشت زمان و از طریق عاداتی که به جسم راه می‌یابند، به بیماری خطرناکی مبدل می‌گردند.
با یادگیری مشاهده هاله، آموختم که چگونه آگاهانه بر روی آن تأثیر بگذارم. می‌توانستم برای تأثیرگذاری بر هاله بیمار، هالهٔ خود را تحت کنترل درآورم. آموختم برای برقراری مجدد سلامتی، بازگرداندن تعادل به هاله ضروری است. به علاوه در این هنگام از منبعی غیبی، اطلاعاتی در مورد علت اولیه بیماری ارباب رجوعم دریافت می‌کردم. اطلاعات هدایت شده در این مجرا به صورت کلمات، مفاهیم یا تصاویر نمادین جاری می‌شدند. هر آنچه دریافت می‌کردم را با آنچه در هاله می‌دیدم ارتباط می‌دادم. مثلاً در یک مورد مستقیماً این پیام را شنیدم، «این زن سرطان دارد» و در عین حال لکه سیاهی را در هاله اش دیدم. این لکه از نظر اندازه، شکل و موقعیت با عکسی که بعداً از محل غده گرفته شد، مطابقت داشت.
با گذشت زمان، آن دست نادیدنی که هدایت مرا به عهده داشت، بیش از پیش محسوس گشت. در ابتدا آن را به گونه ای مبهم احساس می‌کردم. سپس وجودهایی معنوی را به همان صورت که با چشم می‌بینیم، مشاهده کردم. سپس سخن گفتن و برقراری تماس‌ها آغاز شد. اکنون پذیرفته‌ام که یک راهنما دارم. قادرم او را ببینم، صدایش را بشنوم و او را حس کنم. او نه مذکر است و نه مؤنث. اظهار می‌دارد که در جهان او بین دو جنس، جدایی و مرزی وجود ندارد. او خود را هیوآن (Heyoan) معرفی می‌کند، به این معنی «بادی که در طی قرون، حقیقت را نجوا می‌کند».

## نظریات
برخورد ریشه ای با بیماری ضرورت دارد. باید از خود بپرسیم این بیماری برای من چه مفهومی دارد؟ چه درسی می‌توان از این بیماری آموخت؟ بیماری را می‌توان به سادگی همانند پیامی از جانب بدن فرض کرد که می‌گوید "دقت کن، اشکالی وجود دارد. تو به تمامیت خویشتن گوش نمی‌سپاری. تو مطلبی که اهمیت بسیاری دارد را نادیده می‌گیری، آن چیست؟" بازگشت سلامتی به جای خوردن قرص‌های تجویزی پزشک، بیشتر مستلزم تلاش شخصی و تحول فردی است. بدون تحول فردی، دفعتاً مشکل دیگری را خلق می‌کنید که شما را به سوی منشأ بیماری بازمی‌گرداند. به عقیده من کلید شفای بیماری، یافتن منشأ آن است. معمولاً مقابله با بیماری مستلزم تحول زندگی است، که این تحول نهایتاً به ارتباط بیشتر فرد با هسته وجودی اش منجر می‌گردد. این ارتباط ما را به عمق وجودمان هدایت می‌کند که گاهی خویش برتر یا بارقه الوهیت درون خوانده می‌شود.
برای توسعه حس برتر لازم است به وضعیت گسترده آگاهی قدم گذارید. برای این کار روش‌های بسیاری وجود دارد. مدیتیشن، دویدن، راهپیمایی، ماهیگیری، نشستن روی ماسه‌های ساحل و تماشای امواج یا نشستن در جنگل. یافتن طریقی که با شما سازگاری دارد بسیار مهم است. مهم‌ترین کار این است که به خود گوش دهید. ذهن پر سر و صدای خود را خاموش کنید. وقتی این وراجی همیشگی ذهن خاموش شد، جهان تازه ای از واقعیات هماهنگ برویتان گشوده می‌گردد.
تمرین گوش دادن به درون موجب پیدایش پدیده هدایت مستقیم یا شفاهی می‌شود. اگر به روند زندگی خود دقت کنید، هدایت درون را در الگوهای وسیعتری شناسایی خواهید کرد. چرا واقعه ای بدنبال دیگری رخ داد؟ از هر کدام چه درسی گرفتید؟ مطمئناً زمانی که در ناسا بودم نمی‌دانستم در حال تعلیم دیدن برای شفاگری هستم. هرگز چیزی در این مورد نشنیده بودم و علاقه ای به مبحث بیماری‌ها نداشتم. یکی از مهم‌ترین عوامل هدایت در زندگی من، همین عطش دانستن بود. این دغدغه و عطش هر چه که باشد شما را برای برداشتن قدم بعدی در راه مأموریتتان به پیش خواهد راند. وقتی زمان اشتغال به پیشه مشاوره فرا رسید، از قبل می‌دانستم چون کشش درونی ام برای انجام این کار فوق‌العاده قدرتمند بود. مکان دفترم از پیش آماده و دسترس بود. سپس دستور شفاهی مستقیمی دریافت کردم مبنی بر متوقف کردن مشاوره و تمرکز بر آموزش و نگارش کتاب حاضر، تا بدان طریق مخاطبان بیشتری داشته باشم. انطباق با این تحولات کار چندان ساده ای نیست. هرگاه زندگی باثباتی در پیش می‌گیرم زمان تحول و به تبع آن، زمان رشد فرا می‌رسد.

## آثار
۱- هاله درمانی با دستان شفابخش (۱۹۸۷) - Hands of Light
این کتاب به ۲۶ زبان دنیا ترجمه شده‌است و یکی از منابع موثق در زمینه انرژی درمانی به‌شمار می‌رود. در ایران توسط مهیار جلالیانی ترجمه و بارها به چاپ رسیده‌است.
۲- ظهور نور (۱۹۹۳) - Light Emerging
ترجمه بابک طاهرافشار
۳- بذرهای روح (از ۱۹۹۸ تا ۲۰۰۹) - Seeds of the Spirit
این مجموعه شامل پیام‌هایی است که برنن از طریق مجراگری دریافت کرده‌است.
۴- شفا با نور دل (۲۰۱۷) - Core Light Healing
سلوک شخصی من و مفاهیم شفای پیشرفته برای آفرینش زندگی ای که مشتاق آنید.
ترجمه بابک طاهرافشار